# Copelatus fastidiosus
Copelatus fastidiosus är en skalbaggsart som beskrevs av Guignot 1959. Copelatus fastidiosus ingår i släktet Copelatus och familjen dykare. Inga underarter finns listade i Catalogue of Life.